# Rachjút
Rachjút (arabsky رخيوت‎ Raḫyūt‎) je přímořské město a zároveň vilájet (provincie) v jihozápadním Sultanátu Omán, v guvernorátu Dafár. Město leží pod svahy hory Džabal al-Kamar a od jiného významného města Salála je vzdáleno 145 km. Celkový počet obyvatel dosáhl při sčítání lidu v roce 2003 počtu 4 447 osob.

## Historie
Dříve byl Rachjút centrem obchodu s kadidlem a tehdy rušný přístav dopomáhal vývozu právě kadidla, dobytka a živočišných výrobků. Vedle těchto artiklů byl pro hospodářství důležitý také rybolov.

## Turismus a památky
Zahraniční turisty do Rachjútu láká především turistické pláže, nedotčená krajina a příjemné počasí. Na místě zvaném al-Kazajeh se nachází stopy po dávných lidských obydlích a ruiny kamenné zdi.

## Hospodářství
Mezi zdejší řemesla a tradiční způsoby obživy patří chov dobytka, rybolov a sběr perel potápěním, sklízení kadidla a medu a v menším rozsahu pěstování fazolí, okurek a obilí. Tradičními výrobky jsou mléčné výrobky, kožená galantérie (zboží), keramika a lana a provazy.